# Койшувка
Койшувка (пол. Kojszówka) — село в Польщі, у гміні Макув-Подгалянський Суського повіту Малопольського воєводства.
Населення — 897 осіб (2011).

## Історія
У 1975-1998 роках село належало до Бельського воєводства, підпорядковувалося районній адміністрації у Вадовицях.

## Демографія
Демографічна структура станом на 31 березня 2011 року:
|          | Загалом | Допрацездатний вік | Працездатний вік | Постпрацездатний вік |
| -------- | ------- | ------------------ | ---------------- | -------------------- |
| Чоловіки | 440     | 96                 | 301              | 43                   |
| Жінки    | 457     | 113                | 242              | 102                  |
| Разом    | 897     | 209                | 543              | 145                  |